# Elaeodendron pininsulare
Elaeodendron pininsulare är en benvedsväxtart. Elaeodendron pininsulare ingår i släktet Elaeodendron och familjen Celastraceae.

## Underarter
Arten delas in i följande underarter:
- E. p. pininsulare
- E. p. poyaensis